# چوکام
چوکام شهری از توابع بخش چوکام شهرستان خمام در استان گیلان ایران است.

## جمعیت
این شهر در بخش چوکام قرار دارد و براساس سرشماری مرکز آمار ایران در سال ۱۳۸۵، جمعیت آن ۲۸۶۹ نفر (۷۹۳خانوار) بوده‌است.